# Сверчевская, Нина
Нина Сверчевская урожденная Янина Калькштейн-Столински (пол. Nina Świerczewska; 8 марта 1907 - 20 марта 1944, Варшава) — польская актриса
 театра и кино.

## Биография
Дебютировала на сцене Театра им. Жеромского в Варшаве в  марте 1932 года , затем выступала в труппе театра «Reduta». В 1933–1934 годах - в Малом театре (Teatrze Małym) в Варшаве, в 1934–1935 годах — в Торуньском театре, а с сезона 1935-1936 годов на сценах варшавского Общества содействия театральной культуре, в основном, в Национальном театре и Новом театре .
После начала Второй мировой войны оказалась в Вильно, где в 1940–1941 годах выступала в городском Польском театре.
Обладала приятными внешними данными и большим обаянием. Была одной из самых популярных варшавских актрис. Особенно преуспевала в лирио-драматических ролях.
Кроме того, снималась в кино, в том числе немом.
В 1942 году была схвачена Гестапо и находилась в тюрьме Павяк до 1943 года.
Умерла от воспаления лёгких при рождении ребёнка через несколько недель после освобождения из тюрьмы Павяк.
С  1925 года была замужем за Евгениушем Сверчевским, известным польским театральным деятелем межвоенного периода и немецким осведомителем во время Второй мировой войны, с которым развелась.

## Избранная фильмография
- 1927 – Ryngraf
- 1927 – Зов моря — горничная Ханки
- 1929 – Греховная любовь — сестра милосердия
- 1937 – Ты, что в Острой светишь Браме... — Юлися
- 1938 – Женщины над пропастью — Франка, сестра Марыси